# فيونا هيل
فيونا هيل (بالإنجليزية: Fiona Hale)‏ هي ممثلة أمريكية، ولدت في 7 فبراير 1926 بنيويورك في الولايات المتحدة، وتوفيت في 22 أبريل 2014 في الولايات المتحدة. بدأت مشوارها المهني سنة 1949.

## أعمال

### أفلام
- (2008) 7 أرطال[3][4]
- (2013) بيرت وندرستون المذهل[5]

## وصلات خارجية
- فيونا هيل على موقع IMDb (الإنجليزية)
- فيونا هيل على موقع ألو سيني (الفرنسية)
- فيونا هيل على موقع أول موفي (الإنجليزية)
- فيونا هيل على موقع قاعدة بيانات الأفلام السويدية (السويدية)
- فيونا هيل على موقع قاعدة بيانات الفيلم (الإنجليزية)
- فيونا هيل على موقع كينوبويسك (الروسية)